# Cave canem

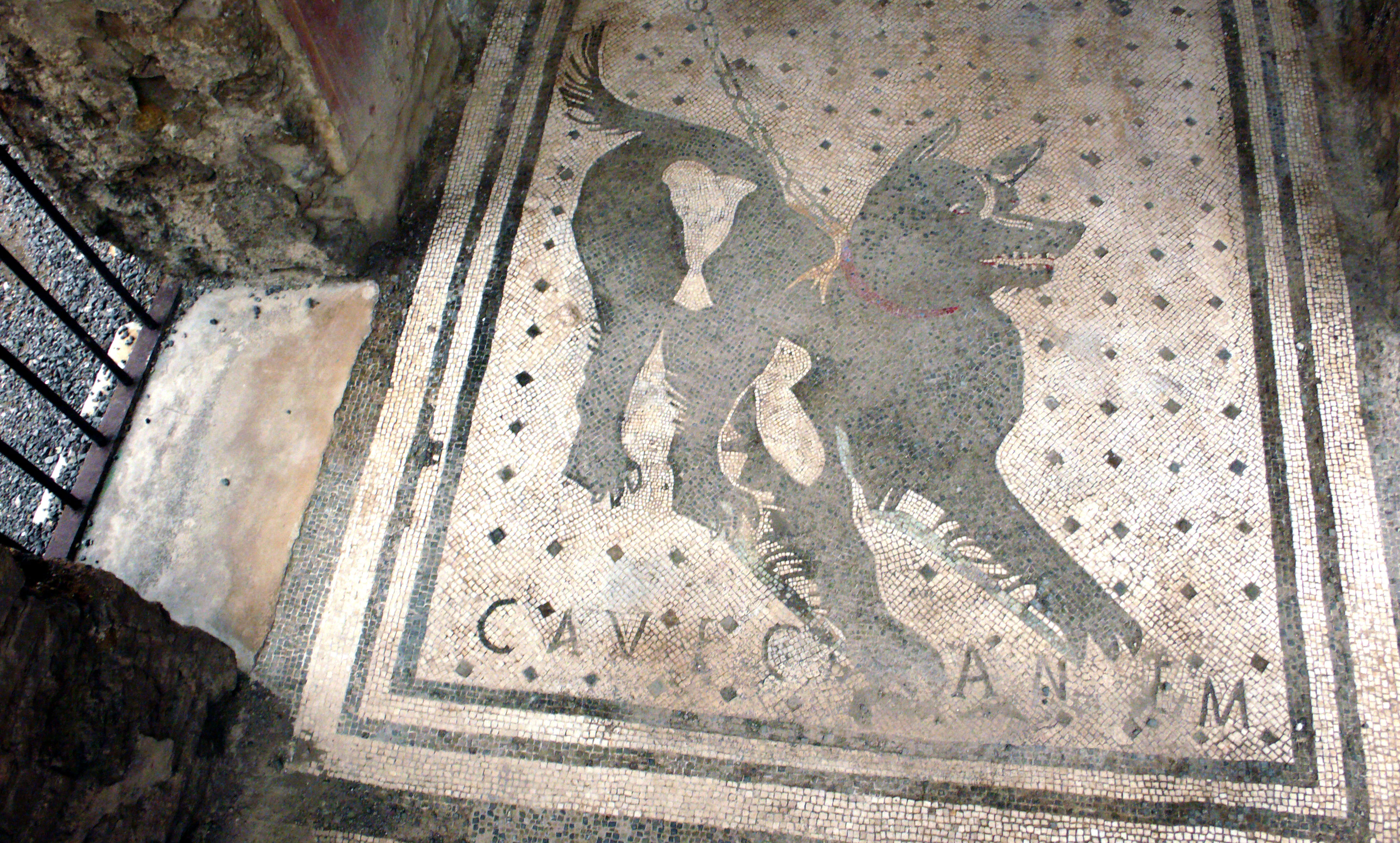
Mozaika z psem i napisem cave canem z przedsionka Domu Dramaturga w Pompejach

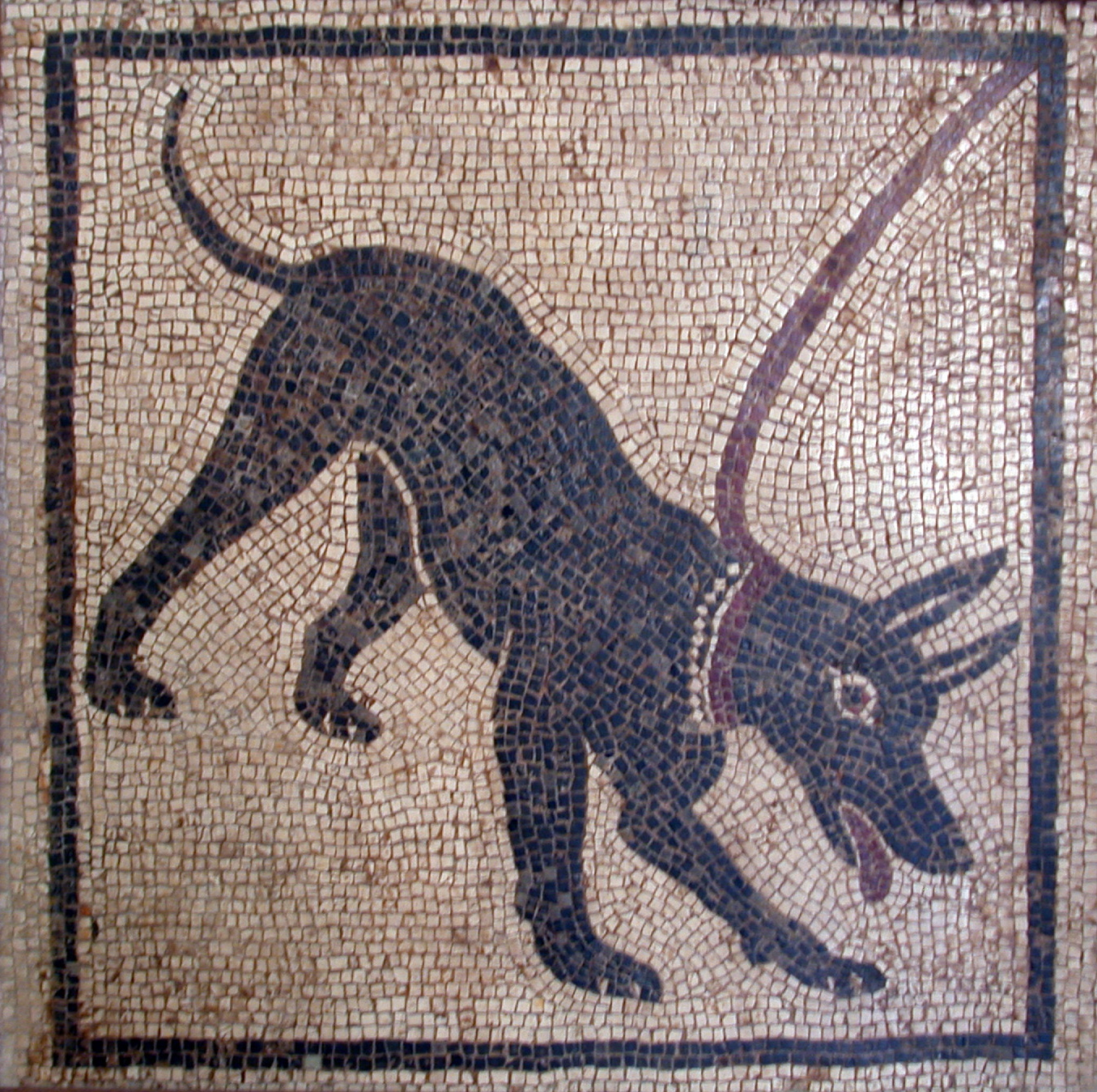
Mozaika ze zbiorów Museo Archeologico Nazionale

Cave canem (łac. „strzeż się psa”) – napis występujący na mozaikowych posadzkach w przedsionkach rzymskich domów, pełnił funkcję ostrzegawczą, tak jak współczesne „Uwaga zły pies”. Niektóre z zachowanych mozaik przedstawiają samego psa bez podpisu. 